# Cowboy Carter
Cowboy Carter – album studyjny amerykańskiej piosenkarki Beyoncé, będący drugim aktem trzyczęściowej trylogii krążków piosenkarki (począwszy od albumu Renaissance). Wydawnictwo ukazało się 29 marca 2024 roku nakładem wytwórni muzycznej Parkwood Entertainment i rozprowadzany przez Columbia Records.
Album został zapowiedziany 11 lutego 2024 i tego samego dnia wydane zostały dwa pierwsze single promocyjne krążka – „Texas Hold ’Em” oraz „16 Carriages”. Pierwszy z nich odniósł globalny sukces komercyjny. Płyta łączy w sobie muzykę country, werstern oraz R&B; znajdują się na niej duety z takimi artystami jak: Dolly Parton, Miley Cyrus, Willie Nelson oraz Post Malone. Album został dobrze przyjęty, debiutując na pierwszym miejscu listy Billboard 200 i stając się jednym z najlepiej ocenianych krążków roku. Po otrzymaniu jedenastu nominacji do nagrody Grammy stał się trzecią najczęściej nominowaną płytą w historii nagród. Cowboy Carter został uznany albumem roku oraz najlepszym krążkiem muzyki country.   

## Tło

### Geneza
Beyoncé urodziła się i wychowała w Houston na terenie Teksasu, gdzie od najmłodszych lat słuchała muzyki country, będąc zainspirowana przez swojego dziadka od strony ojca. W 2007 podczas ceremonii American Music Awards wykonała utwór „Irreplaceable” wspólnie z zespołem country Sugarland. W 2016 wydała wraz z szóstym albumem studyjnym utwór „Daddy Lessons”, który był jej pierwszym nagraniem studyjnym piosenki country. Przed premierą krążka piosenkarka napisała na swoim Instagramie: 

To [album Cowboy Carter] zrodziło się z doświadczenia, które przeżyłam lata temu, gdzie nie czułem się mile widziana… i było oczywiste, że nie jestem.

Według fanów oraz dziennikarzy Beyoncé we wpisie odniosła się do jej występu w czasie gali Nagród Stowarzyszenia Muzyki Country, gdzie wspólnie z zespołem The Chicks wykonała piosenkę „Daddy Lessons”. Występ otrzymał pozytywne recenzje, jednak stowarzyszenie spotkało się z krytyką za zaproszenie Beyoncé na galę, w wyniku czego usunęli oni wszelkie informacje o występie oraz samo nagranie z jego przebiegu. 
16 czerwca 2022 Beyoncé oficjalnie ogłosiła wydanie siódmego albumu studyjnego pt. Renaissance – act 1. Wówczas przekazała, że krążek, który ostatecznie został wydany 29 lipca 2022, będzie częścią trzyczęściowej trylogii albumów artystki, które zostały nagrane w okresie trwania globalnej pandemii COVID-19. W maju piosenkarka wyruszyła w trasę koncertową Renaissance World Tour, a w grudniu wydała film dokumentalny ze swojego tournée wraz z utworem „My House”. W styczniu 2024 producent muzyczny The-Dream, który wyprodukował piosenkę „My House”, stwierdził, że utwór kończy „erę aktu pierwszego”. Prace nad albumem Cowboy Carter trwały ponad pięć lat i według pierwotnego planu krążek miał być opublikowany przed albumem Renaissance. 

### Kompozycja
Album jest przede wszystkim skupiony na muzyce country, werstern oraz R&B. Krytycy muzyczni zauważyli wpływy gatunków: pop, opera, house, classic rock, hip hop, blues, soul, rhythm and blues oraz folk. Na dziesięć dni przed wydaniem albumu artystka oznajmiła:

To nie jest album country, to album Beyoncé

Wiązało się to z pogłoskami, że cały nowy album będzie utrzymany w gatunku country. 

## Promocja

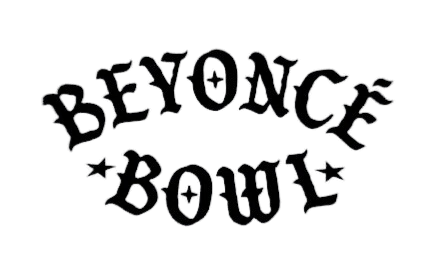
Logo występu Beyoncé 25 grudnia 2024 w Houston

W styczniu 2024 Verizon amerykańska międzynarodowa firma telekomunikacyjna, wypuściła zwiastun Super Bowl LVIII. W klipie aktor i komik Tony Hale przygotowywał lemoniadę, co zostało odebrane przez fanów Beyoncé jako nawiązanie do albumu artystki pt. Lemonade. 9 lutego udostępniono drugi zwiastun wydarzenia, tym razem Tony Hale stał obok srebrnej statuy konia, co z kolei zostało zinterpretowane przez fanów jako bezpośrednie nawiązanie do okładki siódmego albumu studyjnego piosenkarki, Renaissance. Teorie fanów zostały potwierdzone 11 lutego 2024 w trakcie trwania meczu Super Bowl LVIII, kiedy został wyświetlony kolejny klip z udziałem Tony’ego Hale’a, tym razem w towarzystwie Beyoncé. Krótko po emisji reklamy Beyoncé zamieściła na Instagramie zwiastun wideo ósmego albumu studyjnego, którego premiera ma odbyć się 29 marca 2024. Tego samego dnia zostały wydane dwa single promujące album – „16 Carriages” oraz „Texas Hold ’Em”. 
12 marca 2024 artystka ujawniła na swojej stronie internetowej nazwę albumu – „Cowboy Carter”. 19 marca piosenkarka ukazała okładkę albumu, zaś 27 marca opublikowała grafikę zawierającą listę utworów. 26 kwietnia 2024 utwór „II Most Wanted” został wydany jako trzeci singiel promujący album. We wrześniu 2024 Beyoncé stała się twarzą kampanii firmy Levi’s, wykorzystując utwór „Levii's Jeans”. 25 grudnia 2024 Beyoncé wystąpiła w trakcie trakcie meczu futbolu amerykańskiego w Houston, gdzie wykonała utwory z Cowboy Carter. 2 lutego 2025 ogłosiła trasę koncertową Cowboy Carter Tour.    

## Odbiór

### Recenzje krytyków
| Oceny łączne         | Oceny łączne |
| Publikacja           | Ocena        |
| -------------------- | ------------ |
| Album of the Year    | 87/100       |
| AnyDecentMusic?      | 7.9/10       |
| Metacritic           | 91/100       |
| Recenzje             |              |
| Publikacja           | Ocena        |
| AllMusic             | [ 2 ]        |
| Evening Standard     | [ 36 ]       |
| The Guardian         | [ 37 ]       |
| HipHopDX             | 4.8/5        |
| The Independent      | [ 39 ]       |
| The Irish Times      | [ 40 ]       |
| The Line of Best Fit | 7/10         |
| Robert Christgau     | A            |
| Rolling Stone        | [ 43 ]       |
| The Telegraph        | [ 44 ]       |

Według BBC News Cowboy Carter zyskał szerokie uznanie krytyków muzycznych. Album uzyskał następujące średnie oceny w serwisach agregujących recenzje albumów muzycznych: 87 punktów na 100 w Album of the Year, 7.9 na 10 w AnyDecentMusic? oraz 91 na 100 w Metacritic.
Neil McCormick w recenzji dla magazynu The Telegraph określił album jako „arcydzieło”. Chwalił połączenie różnorodnych stylów muzycznych z country, koncepcję tematyki, teksty, wokal i kompozycję. Alexis Petridis z dziennika The Guardian pochwalił kompozycję muzyczną oraz wokale, stwierdził, że „Cowboy Carter udowadnia, że Beyoncé jest imponująco zdolna do robienia wszystkiego, co chce”. W recenzji dla portalu HotNewHipHop opisano krążek jako „wyjątkowe doświadczenie słuchowe”. Dziennikarz portalu krytyczniemuzycznie.com podkreślił wybitne wokale Beyoncé oraz produkcje. Tygodnik Billboard podsumował album jako „dzieło o oszałamiających ambicjach i wykonaniu”. Zdaniem Brittany Spanos z magazynu Rolling Stone Cowboy Carter, „drugi akt trylogii albumów, która rozpoczęła się od Renaissance, jest błyskotliwą rozprawą na temat gatunku, kultury Południa i jej własnego geniuszu artystycznego”. 
Neil Z. Yeung z AllMusic zauważył, że Beyoncé dwa lata po sukcesie albumu Renaissance „kontynuowała składającą się z trzech aktów krucjatę mającą na celu oswojenie gatunków, które nie są już kojarzone z czarną tradycją artystyczną”. I „chociaż nie będzie w stanie zadowolić wszystkich” to album jest jej „bardzo osobistą wypowiedzią na temat nawrócenia, przynależności i dziedzictwa, sławiącą przeszłość z nadzieją na zmianę przyszłości”. Recenzent wyraził nadzieję, że „w trzecim akcie Bey będzie na pełnych obrotach”. Zdaniem Helen Brown z dziennika The Independent Cowboy Carter „to płyta, która zarzuca lasso na szyję muzyki country i wywozi ją na pustynię w celu dobrego przewietrzenia”.
W ocenie Gemmy Samways z magazynu Evening Standard album Beyoncé to „mieszanka innowacji i tradycji, zawierająca oszałamiający cover The Beatles, „Blackbird””,  i tworząca coś ekscytującego i świeżego” z muzyki country i americany.
Negatywnym aspektem albumu według recenzentów jest duża ilość utworów. Jak stwierdził Alexis Petridis „27 utworów zawiera przytłaczającą liczbę piosenek oraz odniesień dźwiękowych i historycznych do przetrawienia”; wtóruje mu autor blogu muzycznego krytyczniemuzycznie.com: „Żeby przejść płynnie przez cały album trzeba zaopatrzyć się pewną dozę cierpliwości”.
| Magazyn                | Lista                                     | Pozycja     | Przypis |
| ---------------------- | ----------------------------------------- | ----------- | ------- |
| Billboard              | 50 najlepszych albumów 2024 roku          | 2. miejsce  | [ 49 ]  |
| Billboard              | 50 najlepszych albumów country 2024 roku  | 6. miejsce  | [ 50 ]  |
| Business Insider       | Najlepsze albumy 2024 roku                | 1. miejsce  | [ 51 ]  |
| Consequence            | 50 najlepszych albumów 2024 roku          | 5. miejsce  | [ 52 ]  |
| Entertainment Weekly   | 10 najlepszych albumów 2024 roku          | 2. miejsce  | [ 53 ]  |
| Esquire                | 10 najlepszych albumów 2024 roku          | 1. miejsce  | [ 54 ]  |
| The Hollywood Reporter | 10 najlepszych albumów 2024 roku          | 1. miejsce  | [ 55 ]  |
| People                 | 10 najlepszych albumów 2024 roku          | 1. miejsce  | [ 56 ]  |
| PopMatters             | 80 najlepszych albumów 2024 roku          | 2. miejsce  | [ 57 ]  |
| The Guardian           | 50 najlepszych albumów 2024 roku          | 5. miejsce  | [ 58 ]  |
| The New Yorker         | Najlepsze albumy 2024 roku                | 6. miejsce  | [ 59 ]  |
| The Telegraph          | 10 najlepszych albumów 2024 roku          | 2. miejsce  | [ 60 ]  |
| Time Out               | Najlepsze albumy 2024 roku                | 14. miejsce | [ 61 ]  |
| Rolling Stone          | 100 najlepszych albumów 2024 roku         | 2. miejsce  | [ 62 ]  |
| Rolling Stone          | Najlepsze albumy muzyki country 2024 roku | 3. miejsce  | [ 63 ]  |

### Sukces komercyjny
Dzień po wydaniu album oficjalnie stał się najczęściej odtwarzanym krążkiem w ciągu jednego dnia w 2024 roku na platformie Spotify (rekord został pobity przez album The Tortured Poets Department), zgromadzając ponad 76 milionów odtworzeń na całym świecie, zajmując siódme miejsce pod względem najlepszego debiutu w przypadku dowolnego albumu kobiecego w historii platformy. Krążek zadebiutował na pierwszym miejscu listy Billboard 200, dzięki czemu Beyoncé stała się pierwszą artystką, której kolejno dziewięć albumów studyjnych osiągnęło szczyt listy. Dodatkowo album zajął pierwsze miejsce na listach: Top Country Albums, Top Album Sales, Vinyl Albums oraz Americana/Folk Albums; zaś Beyoncé znalazła się na szczycie list: Hot 100 Songwriters, Artist 100, Hot 100 Producers, Country Songwriters oraz Country Producers. 
Singiel „Texas Hold ’Em” przed premierą albumu osiągnął duży sukces komercyjny. Utwór znalazł się m.in. na szczycie list: Billboard Hot 100, Billboard Hot Country Songs, Billboard Global 200 oraz Canada Hot 100. Po premierze albumu wszystkie utwory na nim zawarte znalazły się w zestawieniu Billboard Hot 100. Największą popularnością (nie licząc pierwszego singla promocyjnego) cieszyły się utwory:  „II Most Wanted” (6. miejsce na liście Billboard Hot 100 oraz 13. miejsce na liście Spotify Weekly Top Songs Global), cover „Jolene” (7. miejsce na liście Billboard oraz 20. miejsce na liście Spotify Weekly Top Songs Global), „Levii's Jeans” (16. miejsce na liście Hot 100 ) oraz „Bodyguard” (33. miejsce na liście Spotify Weekly Top Songs Global). 

### Nagrody i nominacje
| Rok  | Nagroda                        | Kategoria                      | Rezultat  | Przypis |
| ---- | ------------------------------ | ------------------------------ | --------- | ------- |
| 2024 | People's Choice Country Awards | Najlepszy album 2024           | Nominacja | [ 71 ]  |
| 2024 | Billboard Music Awards         | Najlepszy album country        | Nominacja | [ 72 ]  |
| 2025 | Grammy Awards                  | Album roku                     | Wygrana   | [ 73 ]  |
| 2025 | Grammy Awards                  | Najlepszy album country        | Wygrana   | [ 73 ]  |
| 2025 | NAACP Image Awards             | Wybitny album                  | Wygrana   | [ 74 ]  |
| 2025 | Hungarian Music Awards         | Najlepszy album międzynarodowy | Wygrana   | [ 75 ]  |
| 2025 | American Music Awards          | Album roku                     | Nominacja | [ 76 ]  |
| 2025 | American Music Awards          | Ulubiony album country         | Wygrana   | [ 76 ]  |
| 2025 | BET Awards                     | Album roku                     | Nominacja | [ 77 ]  |

## Lista utworów
Źródła:
| Nr  | Tytuł utworu                 | Autorzy                                                                                  | Czas trwania | Długość |
| --- | ---------------------------- | ---------------------------------------------------------------------------------------- | ------------ | ------- |
| 1.  | „Ameriican Requiem”          |                                                                                          | 5:26         |         |
| 2.  | „Blackbiird”                 | John Lennon, Paul McCartney                                                              | 2:12         |         |
| 3.  | „16 Carriages”               | Beyoncé, Dave Hamelin, Atia Boggs, Raphael Saadiq                                        | 3:54         |         |
| 4.  | „Protector”                  |                                                                                          | 3:05         |         |
| 5.  | „My Rose”                    |                                                                                          | 0:54         |         |
| 6.  | „Smoke Hour ★ Willie Nelson” |                                                                                          | 0:51         |         |
| 7.  | „Texas Hold ’Em”             | Beyoncé, Elizabeth Lowell Boland, Megan Bülow, Brian Bates, Nate Ferraro, Raphael Saadiq | 3:58         |         |
| 8.  | „Bodyguard”                  |                                                                                          | 4:01         |         |
| 9.  | „Dolly P”                    |                                                                                          | 0:28         |         |
| 10. | „Jolene”                     | Dolly Parton                                                                             | 3:10         |         |
| 11. | „Daughter”                   |                                                                                          | 3:24         |         |
| 12. | „Spaghettii”                 |                                                                                          | 2:39         |         |
| 13. | „Alliigator Tears”           |                                                                                          | 3:00         |         |
| 14. | „Smoke Hour II”              |                                                                                          | 0:30         |         |
| 15. | „Just For Fun”               |                                                                                          | 3:25         |         |
| 16. | „II Most Wanted”             |                                                                                          | 3:29         |         |
| 17. | „Levii's Jeans”              |                                                                                          | 4:18         |         |
| 18. | „Flamenco”                   |                                                                                          | 1:41         |         |
| 19. | „The Linda Martell Show”     |                                                                                          | 0:29         |         |
| 20. | „Ya Ya”                      |                                                                                          | 4:35         |         |
| 21. | „Oh Louisiana”               |                                                                                          | 0:53         |         |
| 22. | „Desert Eagle”               |                                                                                          | 1:13         |         |
| 23. | „Riiverdance”                |                                                                                          | 4:12         |         |
| 24. | „II Hand II Heaven”          |                                                                                          | 5:42         |         |
| 25. | „Tyrant”                     |                                                                                          | 4:11         |         |
| 26. | „Sweet ★ Honey ★ Buckiin”    |                                                                                          | 4:57         |         |
| 27. | „Amen”                       |                                                                                          | 2:26         |         |

## Notowania
| Lista przebojów (2024)              | Najwyższa pozycja |
| ----------------------------------- | ----------------- |
| Australia (ARIA Charts)             | 1                 |
| Austria (Ö3 Austria Top 40)         | 1                 |
| Belgia (Ultratop Flandria)          | 1                 |
| Belgia (Ultratop Walonia)           | 1                 |
| Czechy (ČNS IFPI)                   | 5                 |
| Dania (Album Top-40)                | 1                 |
| Finlandia (Suomen virallinen lista) | 11                |
| Francja (SNEP)                      | 1                 |
| Hiszpania (PROMUSICAE)              | 1                 |
| Irlandia (OCC)                      | 1                 |
| Kanada (Billboard Canadian Albums)  | 1                 |
| Litwa (Albumų Top 100)              | 4                 |
| Niemcy (Media Control Charts)       | 1                 |
| Norwegia (VG-Lista)                 | 1                 |
| Nowa Zelandia (Recorded Music NZ)   | 1                 |
| Polska (ZPAV)                       | 3                 |
| Portugalia (AFP)                    | 1                 |
| Słowacja (ČNS IFPI)                 | 4                 |
| Stany Zjednoczone (Billboard 200)   | 1                 |
| Szwecja (Sverigetopplistan)         | 1                 |
| Węgry (MAHASZ)                      | 6                 |
| Wielka Brytania (OCC)               | 1                 |
| Włochy (FIMI)                       | 6                 |

## Certyfikaty i sprzedaż
| Kraj                         | Certyfikat      | Sprzedaż |
| ---------------------------- | --------------- | -------- |
| Brazylia (Pro-Música Brasil) | platynowa płyta | 40 000+  |
| Kanada (MC)                  | złota płyta     | 40 000+  |
| Dania (IFPI Danmark)         | złota płyta     | 10 000+  |
| Francja (SNEP)               | złota płyta     | 50 000+  |
| Polska (ZPAV)                | złota płyta     | 10 000+  |
| Szwecja (GLF)                | złota płyta     | 15 000+  |
| Wielka Brytania (BPI)        | złota płyta     | 100 000+ |